# Torre Cajetani
Torre Cajetani là một đô thị ở tỉnh Frosinone trong vùng Lazio, có vị trí cách khoảng 60 km về phía đông của Roma và khoảng 20 km về phía tây bắc của Frosinone. Tại thời điểm ngày 31 tháng 12 năm 2004, đô thị này có dân số 1.344 người và diện tích là 11,6 km².
Torre Cajetani giáp các đô thị: Fiuggi, Guarcino, Trivigliano.